# Francisco Lorente Roldán
Francisco Lorente Roldán (Jerez de la Frontera, 18 de julio de 1905-Madrid, 6 de febrero de 1945) fue un pintor español.   En sus cuadros, clásicos de composición, abundan las figuras y predominan las tonalidades suaves. Su obra pictórica recibe influencias de las Vanguardias de Entreguerras. 

## Biografía
Nació en el número 10 de la calle San Juan de la ciudad de Jerez de la Frontera. Hijo de Onofre Lorente López (Jerez, 1874), comerciante de bodegas y productos agrarios y de Rosario Roldán Romero (1877-1936), siendo el segundo hijo de nueve. Estudió los primeros años en el colegio de las Carmelitas y después en el de los Marianistas. Posteriormente ingresa en el instituto de bachillerato Padre Luis Coloma  donde alterna con estudios de pintura en el taller del pintor J. Perea. 
En 1920 se matricula en la escuela de Artes y Oficios donde fue el alumno pintor y grabador de la casa de la moneda, donde permaneció seis años aprobando con sobresaliente. 
Falleció en Madrid en 1945, a los treinta y nueve años de edad, cuando estaba a punto de casarse, a causa de un cáncer de garganta.

## Obras
Sus obras más destacadas son
- Cartel de las Fiestas de Primavera de Jerez, 1929;[6]
- La merienda, 1936;
- Bodegón, 1936;
- Alquimia, 1941;
- Campesina, s. f.; La naturalista, 1941;
- Echadora de cartas, 1942;
- Ángel de la guarda, 1944;
- Carta de espera, 1944.